# 耳羽双盖蕨
耳羽双盖蕨（学名：Diplazium wichurae）也称耳羽短肠蕨，为蹄盖蕨科双盖蕨属下的一个种。